# Регион Амазонас
Регион Амазонас (шп. Regional Amazonas) је један од 25 региона Перуа. Налази се на северу Републике и обухвата површину од 39.249,13km². Према подацима из 2010. године, у Амазонасу је живело 399.189 становника.
Регион се граничи са Републиком Еквадор на северу и регионима Кахамарка на западу, Ла Либертад на југу, Сан Мартин и Лорето на истоку. Главни град Амазонаса је Чачапојас.